# Полузапруда

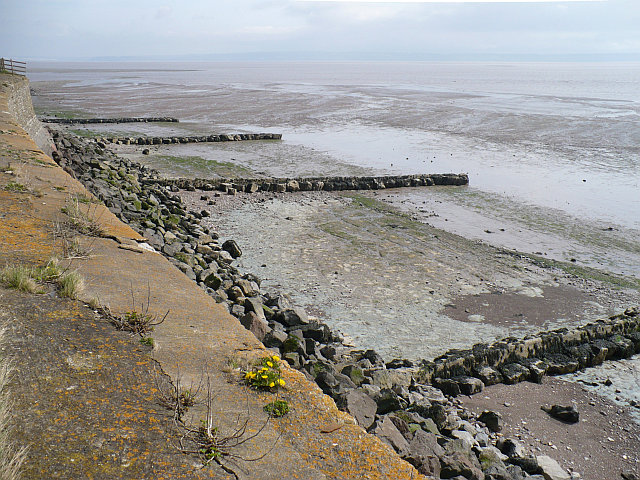
Буны в Уэльсе

Полузапру́да (применяются также названия буна для длинной полузапруды, от нем. Buhne и шпора для короткой) — регуляционное сооружение в виде стенки, идущей от берега обычно в перпендикулярном к нему направлении (хотя иногда буны располагаются и под непрямым углом к берегу). Полузапруда представляет собой поперечную дамбу, прямолинейную, криволинейную, или Г-образную в плане, возводится из камней, свай, забранных досками, или плетней, заполненных хрящом или камнем, фашин и габионов. Препятствует течению воды и защищает берег от размыва, обычно применяются несколько бун, каждая защищает часть берега длиной до 5 длин самой буны.
На протяжении буны выделяют три части: корневую (ближайшая к берегу), русловую, и головную (свободный конец буны, также оголовок). Корневая часть и оголовок испытывают наибольшие нагрузки и укрепляются бетонными плитами или камнем.
Выделяются донные полузапруды, которые постоянно находятся под водой. На реках разделяются также паводковые полузапруды, которые никогда не затопляются и меженные, которые при пропуске паводка оказываются затопленными, а в межень возвышаются над водой. 
В конце буны вода вымывает в дне яму, ширина которой равняется почти четверти длины буны, вымытый грунт распределяется между бунами. На реках это зачастую разрушает русло реки и потому речные буны обычно являются временными сооружениями. На морском берегу буны не только останавливают движение песка или других предметов вдоль берега, переносимых косыми волнами или приливными течениями, но и способствуют осаждению переносимого материала; таким образом буны, удерживая наносы, прибиваемые к берегу, выдвигают берег дальше в море. Когда пространства между бунами будут наполнены, тогда наносы, обходя концы бун, будут двигаться по-прежнему. Буны принадлежат к числу хороших средств для защиты скал, берегов и набережных стен от подмывов со стороны моря и предохранения разрушения берега от вторжения моря в материк. Полузапруды также применяются для сброса воды в случае паводка и поднятия уровня воды в русле реки для поддержания судоходства, донные полузапруды используются для отклонения течения от вогнутого берега.